# Verbena scabra
Verbena scabra là một loài thực vật có hoa trong họ Cỏ roi ngựa. Loài này được Vahl miêu tả khoa học đầu tiên năm 1798.